# Тяньцзиньская арена
Тяньцзиньский Спортивный Центр (кит. упр. 天津体育馆) — спортивная крытая арена, расположенная в Тяньцзине, КНР. Открыта в 1995 году. Вместимость данной арены составляет 10 000 зрителей. Домашними командами данной арены являются баскетбольный клуб «Тяньцзинь Жунган» (он же «Тяньцзинь Голден Лайонс»), а также команда по аренаболу «Тяньцзиньские Пираты».

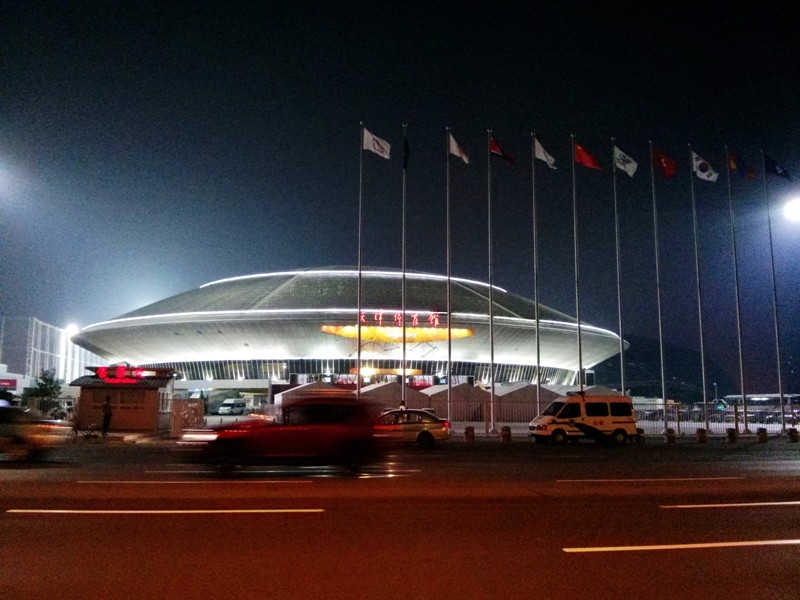
Ночной вид арены

## Мероприятия, проходившие на арене
- Чемпионат мира по настольному теннису 1995
- Чемпионат мира по спортивной гимнастике 1999
- Чемпионат Азии по баскетболу 2009
- Восточноазиатские игры 2013